# Amalthée (mythologie)
Pour les articles homonymes, voir Amalthée.
Ne pas confondre avec Amathée, la Néréide.
Amalthée (en grec ancien Ἀμάλθεια / Amáltheia) est une naïade et sa chèvre sauvage crétoise (ou les deux à la fois par métamorphose). Nourrice du dieu Zeus enfant, elle est une figure incertaine des âges obscurs de la mythologie grecque et de l'histoire de la Grèce antique.

## Étymologie
Amalthée (Ἀμάλθεια / Amáltheia en grec ancien, forme contractée de ἀμάλη θεία / amálē theía) signifie « tendre déesse ».

## Histoire et mythe

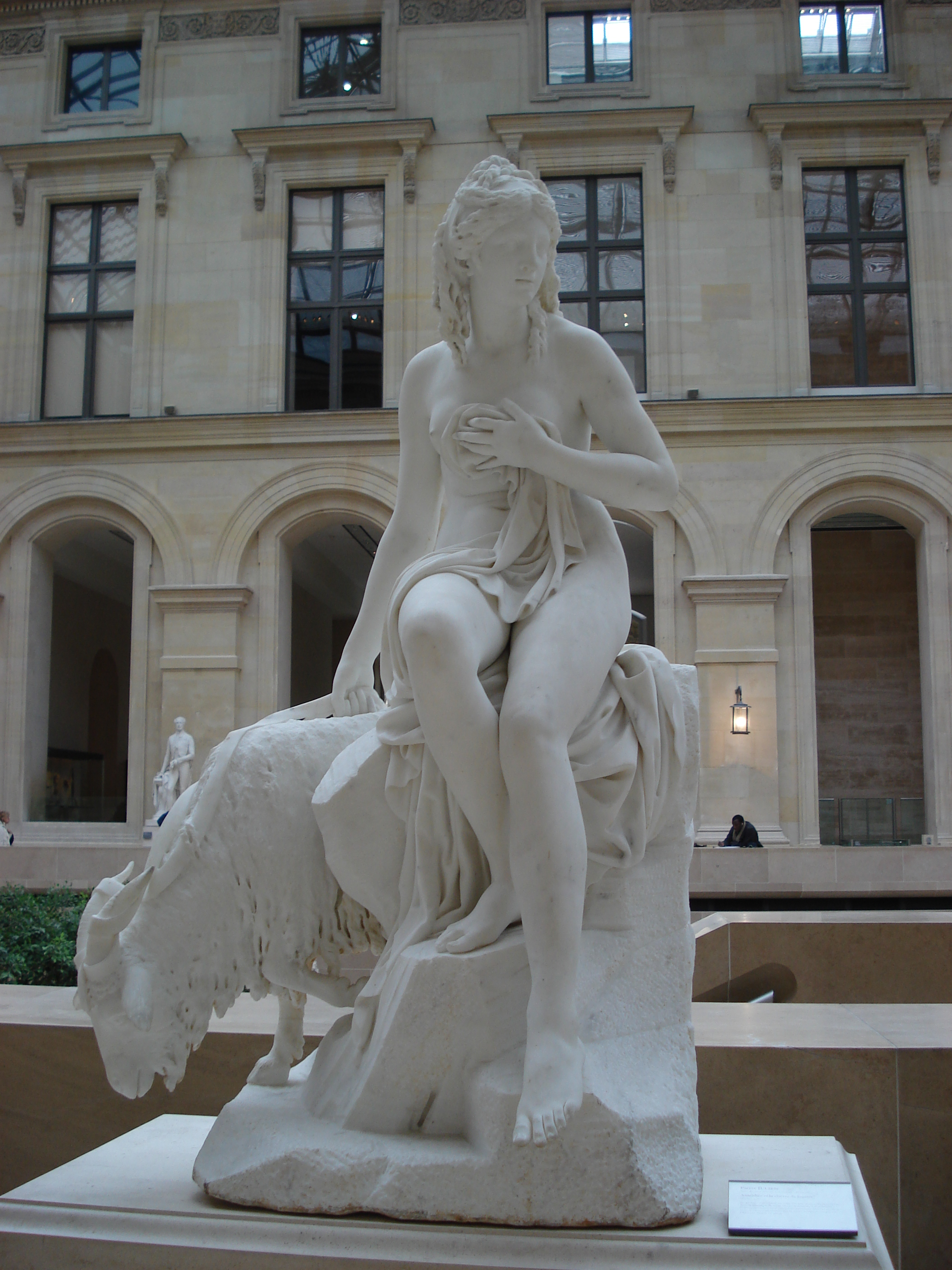
Amalthée et la chèvre de Jupiter, Pierre Julien, musée du Louvre (1787)

D'après Ovide (auteur des Métamorphoses (Ovide), Fastes, V) Zeus est confié à sa naissance à la naïade-nourrice Amalthée (de la grotte de Zeus du mont Ida en Crète) par Rhéa, sa mère, pour qu'il ne soit pas dévoré comme ses autres frères et sœurs ainés par son père le dieu Cronos (qui a peur d'être détrôné aux périodes des âges obscurs, âge d'or et titanomachie de la mythologie grecque et de l'histoire de la Grèce antique).
Les sources anciennes présentent Amalthée (sœur de la nymphe Ida) comme une naïade avec sa chèvre sauvage crétoise (ou bien comme les deux à la fois par métamorphose). Amalthée nourrit Zeus enfant (avec son frère de lait Égipan) avec son lait de chèvre et du miel d'abeilles. Une des cornes cassées de la chèvre devient alors une corne à boire et la corne d'abondance (corne d'Amalthée) de la mythologie gréco-romaine, avec laquelle elle nourrit l'enfant de nectar et d'ambroisie pour lui assurer l'immortalité des dieux de l'Olympe « Amalthée ramassa cette corne brisée, l’entoura d’herbes fraîches, la remplit de fruits, et la présenta ainsi aux lèvres de [Zeus] » (v. 124–125). Selon certaines mythes et traditions, à la mort de la chèvre, Zeus aurait pris sa peau pour en faire une cuirasse qui le rendait invincible, car celle-ci ne pouvait être transpercée. Il remporte avec cette égide la guerre contre les Titans de la titanomachie (le terme grec αἰγίς / aigís signifie en effet également « peau de chèvre »).

## Astronomie
Selon Zénobios, Zeus honore Amalthée et son frère de lait Égipan en les transformant par catastérisation en constellation du Capricorne des signes du zodiaque, ou encore comme la plus grande des étoiles du Cocher (Capella, « la chèvre », c’est-à-dire Capella (α Aurigae) du Cocher).
L'astéroïde (113) Amalthée découvert en 1871 porte son nom, tout comme la lune Amalthée (satellites naturels de Jupiter) découverte en 1892.

## Interprétations
Ce mythe est un des premiers témoignages écrits de l'usage approprié d'un allaitement de substitution : certaines femmes ne pouvant pas allaiter utilisaient jusqu'à une époque récente le lait de chèvre, qui est l'un des meilleurs substituts naturels au lait humain. Certaines approches psychanalytiques rapprochent ainsi le sein maternel de la corne d'abondance et de l'égide.

Au XVIIe siècle, l'alchimiste allemand Michael Maier voit dans ce mythe une fiction plus proprement hiéroglyphique ou alchimique : 

« Quant à la tradition des Égyptiens […] qui lui donnent pour mère la nymphe Amalthée, nous affirmons qu’ils ont plus regardé à la chose qu’aux noms […]. Ils n’ont voulu insinuer rien d'autre qu'une allégorie universelle de tout l’œuvre, et la mettre avec toutes ses différences et ses parties devant les yeux de ceux qui comprennent. C’est à un point tel qu’il pourrait difficilement exister, selon moi, chez les auteurs récents, une comparaison plus évidente qui retracerait mieux que celle-là l’opération de tout l’art. »

## Représentation artistique
Amalthée est un thème artistique de la mythologie grecque, avec entre autres :

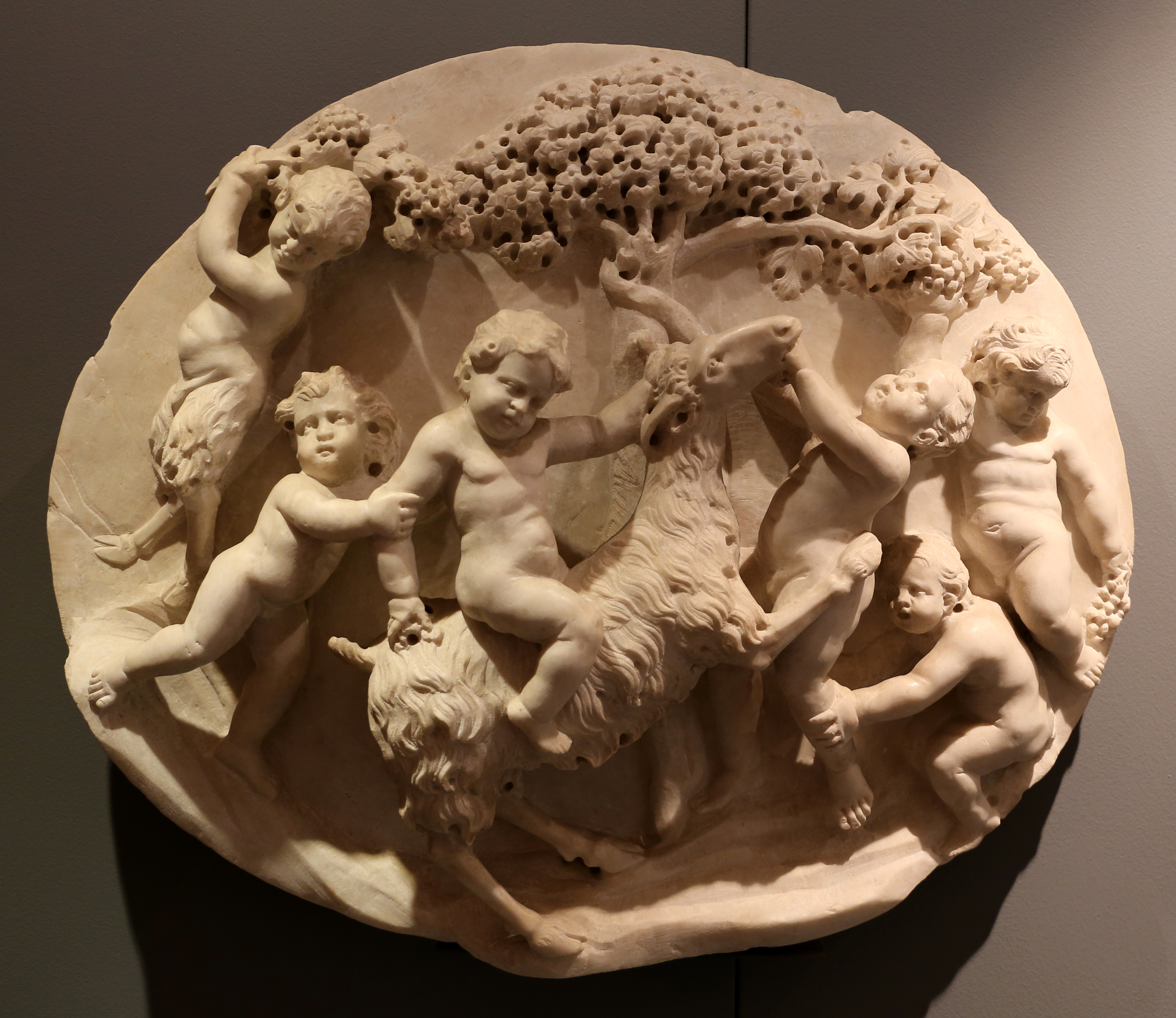
Collections du musée de la ville du palazzo San Sebastiano.
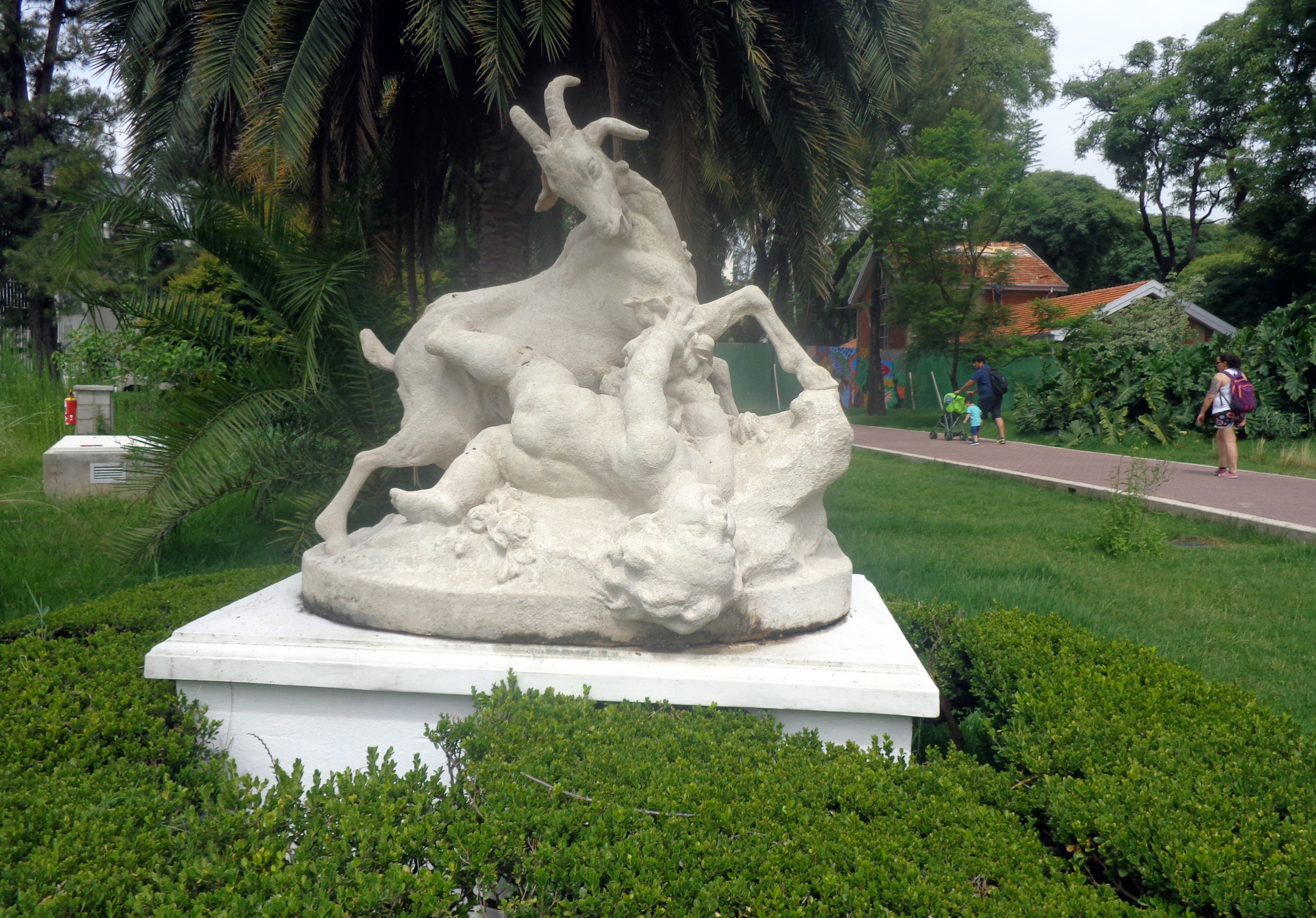
Amalthée et Jupiter, par André Vermare.
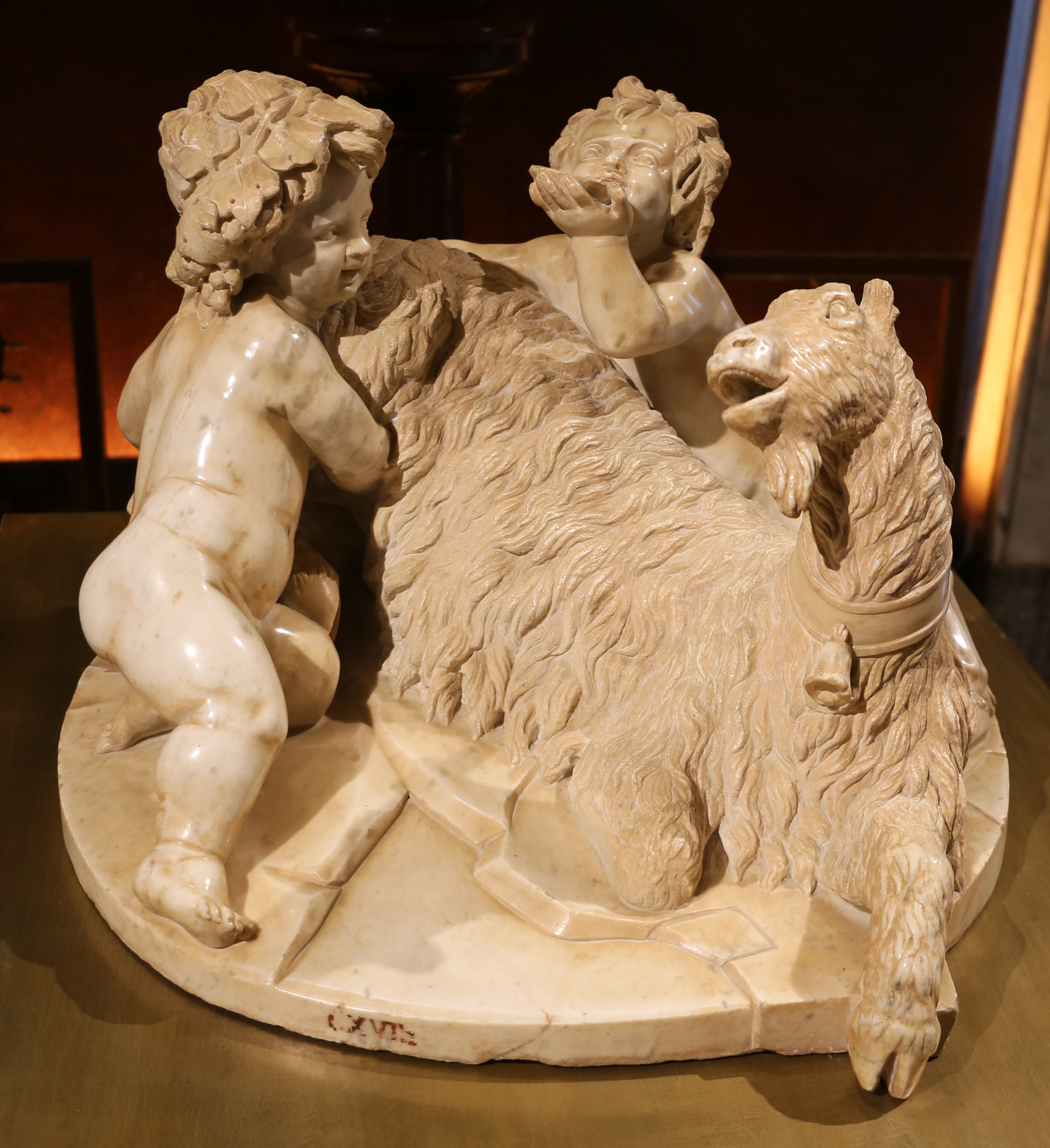
La Chèvre Amalthée avec Jupiter enfant et un faune, Le Bernin (1615).
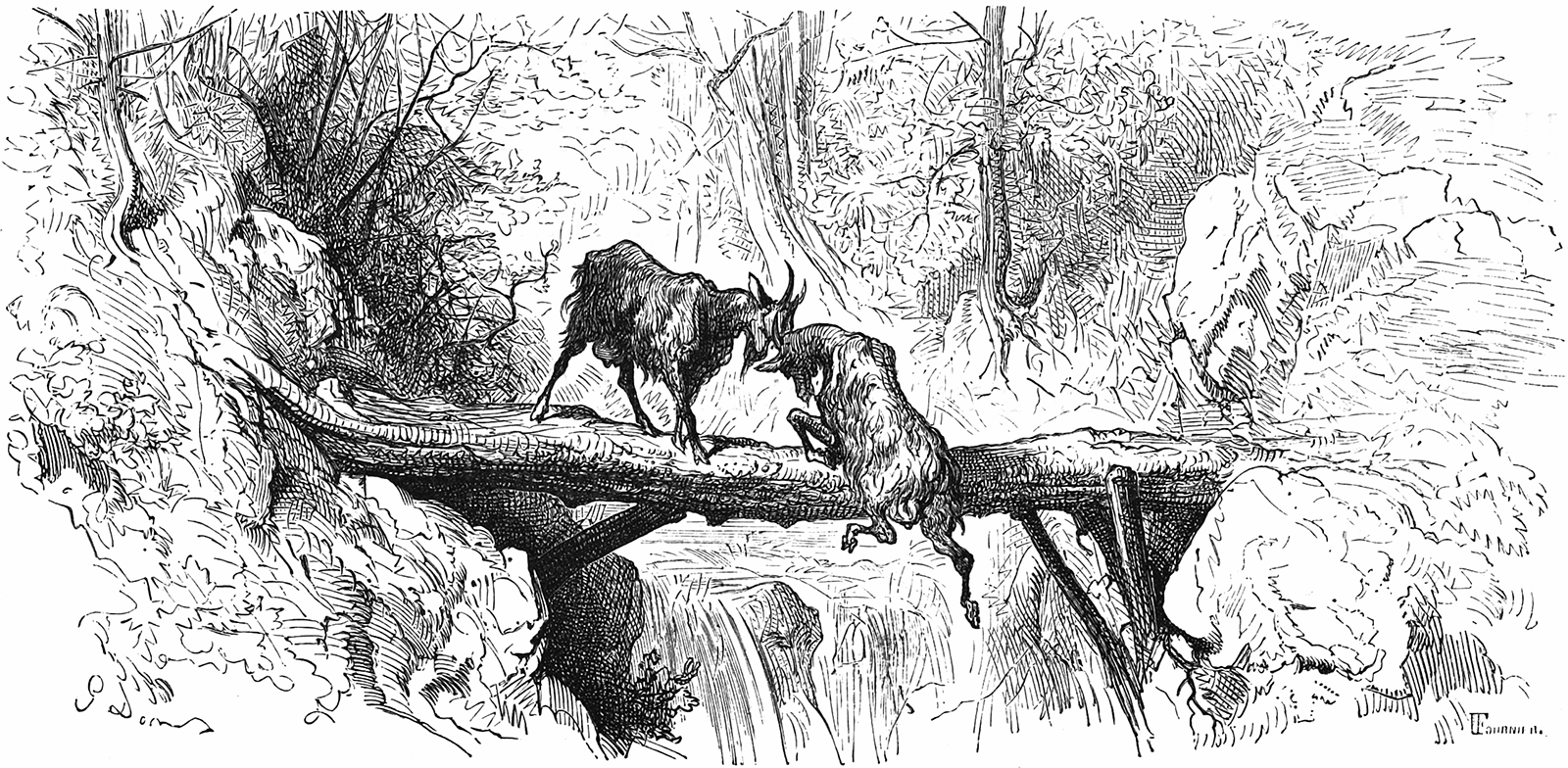
Les Deux Chèvres, de Jean de La Fontaine (1693).
Jupiter enfant nourri par la chèvre Amalthée, par Jacob Jordaens (v. 1640).
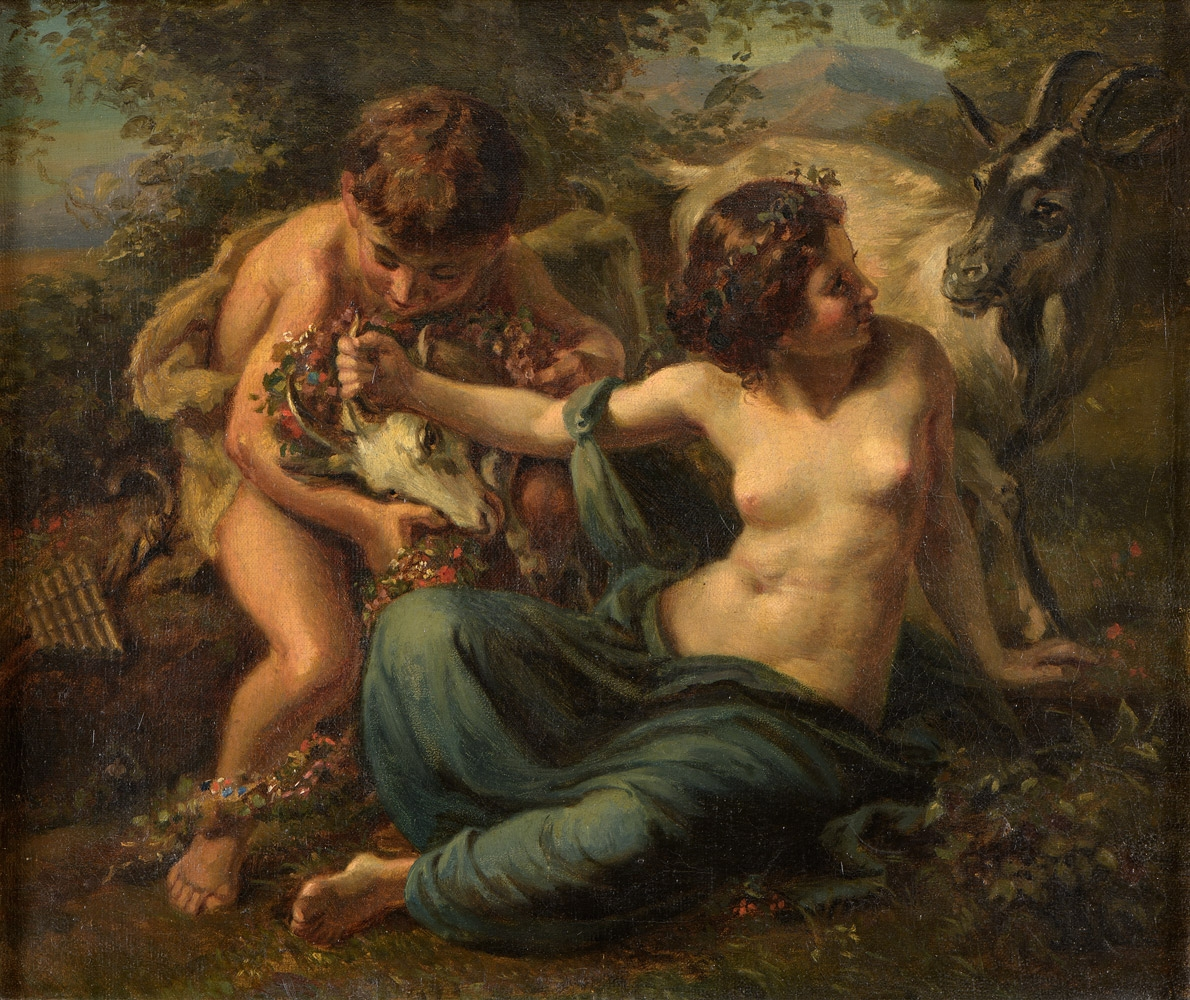
Amalthée, August von Kloeber (vers 1864).
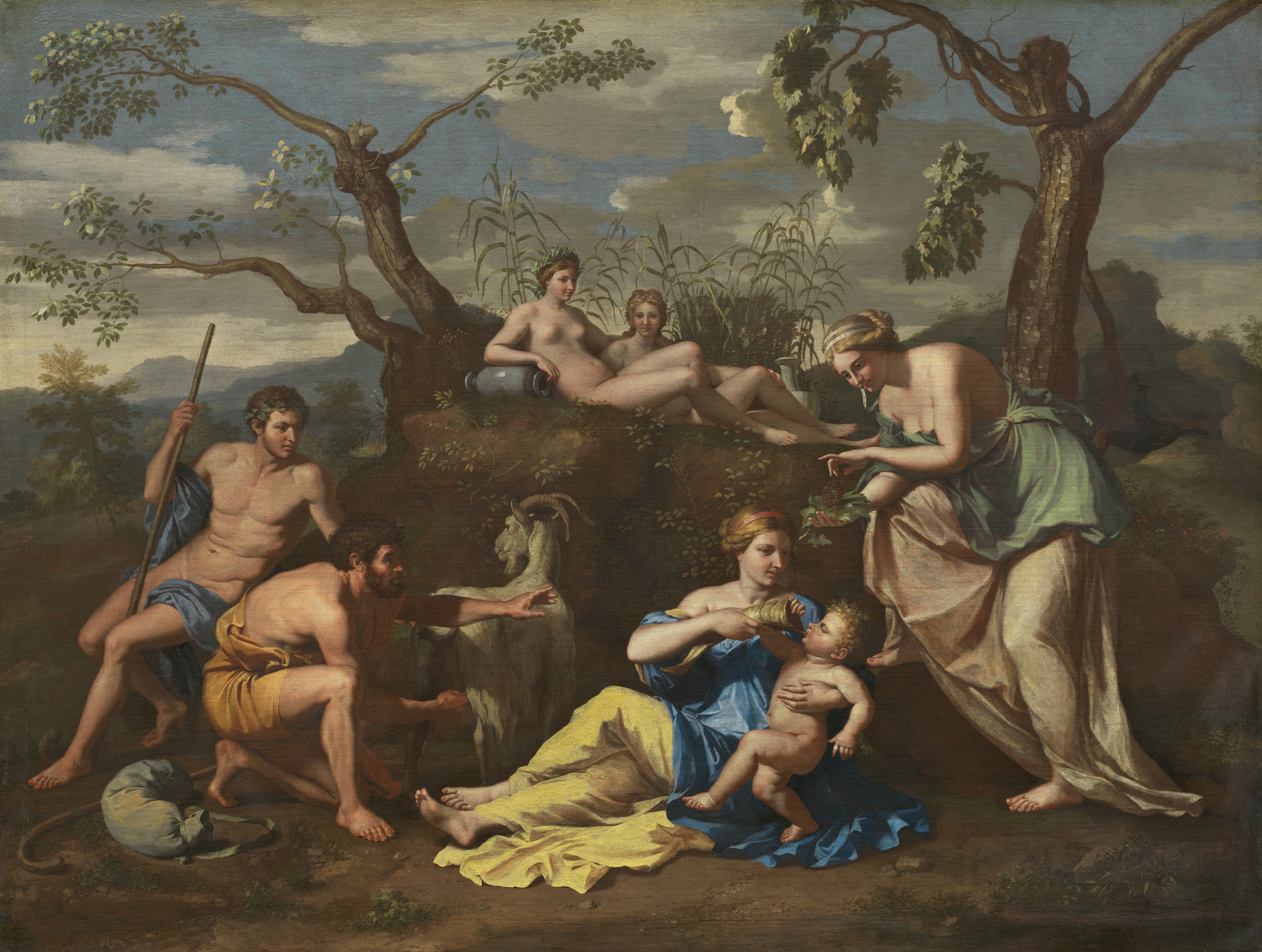
Nymphes nourrissant l'enfant Jupiter, disciple de Nicolas Poussin.
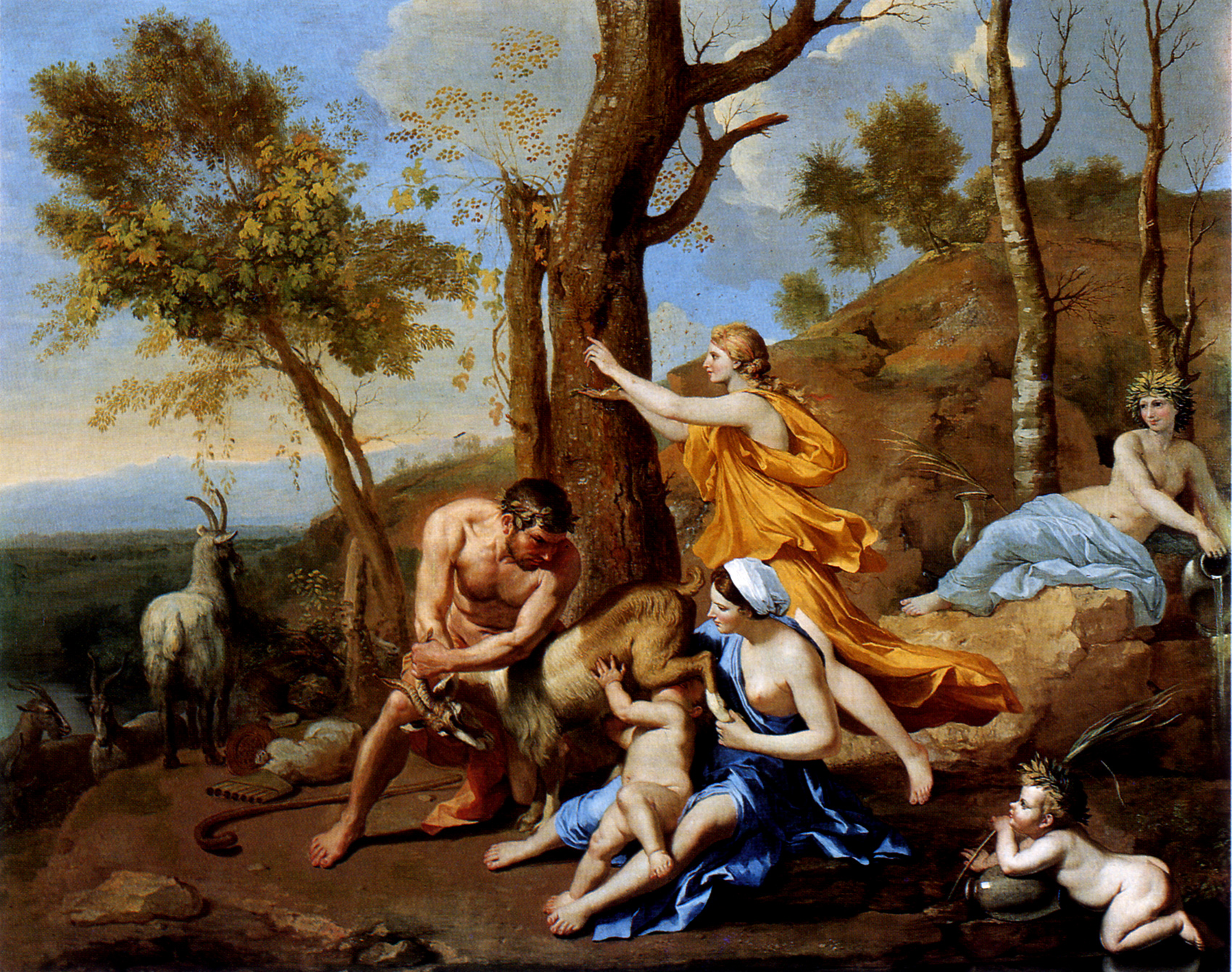
L'Enfance de Jupiter, Nicolas Poussin.
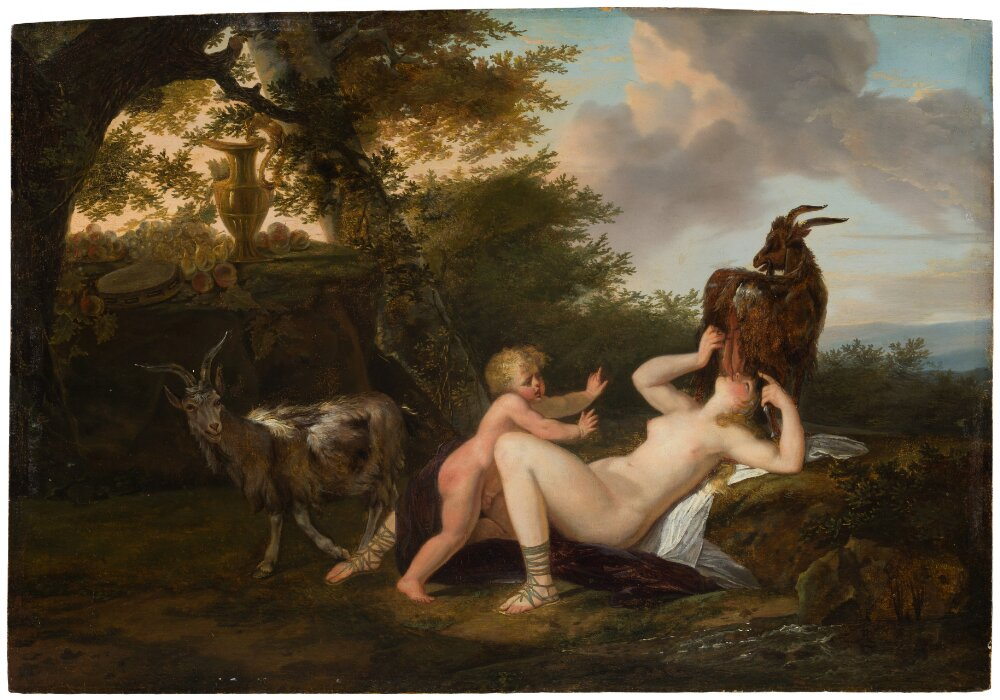
La nymphe Amalthée allaitant une chèvre, Louis Benjamin Marie Devouges.

## Sources bibliographiques
- Antoninus Liberalis, Métamorphoses [détail des éditions] (XXXVI) ;
- Pseudo-Apollodore, Bibliothèque [détail des éditions] [lire en ligne] (II, 7, 5) ;
- Diodore de Sicile, Bibliothèque historique [détail des éditions] [lire en ligne] (IV, 35 ; V, 70) ;
- Hygin, Fables [détail des éditions] [(la) lire en ligne] (CXXXIX) ;
- Nonnos de Panopolis, Dionysiaques [détail des éditions] [lire en ligne] (XXIII, 280 ; XXVII, 290 ; XXVIII, 312 ; XLVI, 14) ;
- Ovide, Fastes [détail des éditions] [lire en ligne] (III, 439 ; V, 111), Métamorphoses [détail des éditions] [lire en ligne] (IX, 87) ;
- Pausanias, Description de la Grèce [détail des éditions] [lire en ligne] (II, 13 ; VI, 25 ; VII, 26) ;
- Strabon, Géographie [détail des éditions] [lire en ligne] (VIII, 75).